# Midnight Runners
Midnight Runners (en hangul, 청년경찰; en hanja, 靑年警察; romanización revisada, Cheongnyeon gyeongchal; literalmente, «Jóvenes policías») es una película surcoreana de acción y comedia de 2017 dirigida por Kim Joo-hwan y protagonizada por Park Seo joon y Kang Ha neul. Fue estrenada el 9 de agosto de 2017.

## Argumento
La historia trata sobre dos estudiantes de la Universidad Nacional de Policías de Corea: Ki-joon (ParK Seo-joon) y Hee-yeol (Kang Ha-neul), quienes presencian un secuestro.
Cuando las autoridades se ven en un callejón sin salida debido a la falta de evidencia y los frustrantes obstáculos burocráticos, tanto Ki-joon como Hee-yeol deciden embarcarse en su propia investigación amateur, la cual les lleva a toda clase de problemas, pero al final solucionan el delito y rescatan a las chicas secuestradas por un peligroso grupo de traficantes de órganos.

## Reparto

### Principal
- Park Seo-joon es Park Ki-joon[8]

Ki-joon es un tipo alegre, que toma riesgos y quien primero actúa y luego piensa.
- Kang Ha-neul es Kang Hee-yeol

Hee-yeol es totalmente opuesto a Ki-joon. Es bastante ingenuo y es más de pensar que de hacer.

### Otros
- Park Ha-sun es Lee Joo-hee.[11]
- Sung Dong-il es Profesor Yang Sang-il.
- Go Joon es Yang-choon.
- Bae Yoo-ram es Jae-ho.[12]
- Lee Ho-jung es Lee Yoon-jung.[13]
- Lee Jun-hyeok es Profesor Ha.
- Seo Jung-yeon es la madre de Ki-joon.
- Choi Hong-il es el padre de Hee-yeol.
- Byeon Woo-seok.
- Ryu Kyung-soo es un oficial reclutado en la academia de policía.
- Lee Se-hee es una de las chicas en el club.[14]
- Lee Eun-saem es Eun-sam.[15]
- Lee Kyu-sung es un estudiante de la academia de policía.

## Producción
Midnight Runners marca la primera vez en que Park Seo-joon interpreta al protagonista en una película.
Fue vendida a seis países en el Hong Kong International Film & TV Market. Los derechos de la película fueron adquiridos por compañías tales como The Klockworx, de Taiwán; Largo Shong y Deltamac, ambas de Hong Kong; Viva Comm, de Filipinas; y Plan Morado, de Singapur.
La filmación empezó el 21 de noviembre de 2016 en Yongin, Gyeonggi Provincia de, Corea del Sur y acabó el 23 de febrero de 2017.

## Lanzamiento y recepción

### Local
La película se estrenó el 9 de agosto de 2017. Fue vista en 1058 cines a través de Corea del Sur. La película se colocó segunda en la taquilla del día de su estreno y ganó $1,97 millones con un total de 308,303 entradas.
Durante los primeros cinco días, la película atrajo a 1,9 millones de espectadores y ganó un total de $13.6 millones.
Dentro de los primeros ocho días después de su estreno, vendió 2,73 millones de entradas, ganando un total de $18.9 millones, lo cual superó por mucho el presupuesto de producción de tan solo $6.13 millones.
Para el 20 de agosto, menos de dos semanas después de su estreno, Midnight Runners había sido vista por un total de  3 906 566 personas. Al día siguiente la película superó los 4 millones de entradas vendidas. El 24 de agosto la película sumó US$30 millones con un total de 4,3 millones de entradas vendidas. El número total de entradas aumentó a 4,83 millones para el 27 de agosto, 19 días después de estrenar, ganando un ingreso bruto de $34.04 millones. El 14 de septiembre, cinco semanas después de debutar en taquilla, logró 5,61 millones de entradas con un total de $39 millones brutos, ubicándose en el cuarto lugar de los filmes surcoreanos de mayor ingreso de 2017.

## Premios y nominaciones
| Año  | Premio                                         | Categoría            | Nominado         | Resultado |
| ---- | ---------------------------------------------- | -------------------- | ---------------- | --------- |
| 2017 | 26th Buil Film Awards                          | Mejor Actor Nuevo    | Park Seo-joon    | Nominado  |
| 2017 | 37th Korean Association of Film Critics Awards | Mejor Actor Nuevo    | Park Seo-joon    | Ganador   |
| 2017 | 37th Korean Association of Film Critics Awards | Top 10 películas     | Midnight Runners | Ganador   |
| 2017 | 54th Grand Bell Awards                         | Mejor Actor Nuevo    | Park Seo-joon    | Ganador   |
| 2017 | 54th Grand Bell Awards                         | Mejor Director Nuevo | Kim Joo-hwan     | Nominado  |
| 2017 | 1st The Seoul Awards                           | Mejor Actor Nuevo    | Park Seo-joon    | Nominado  |